# Ahlerstedt

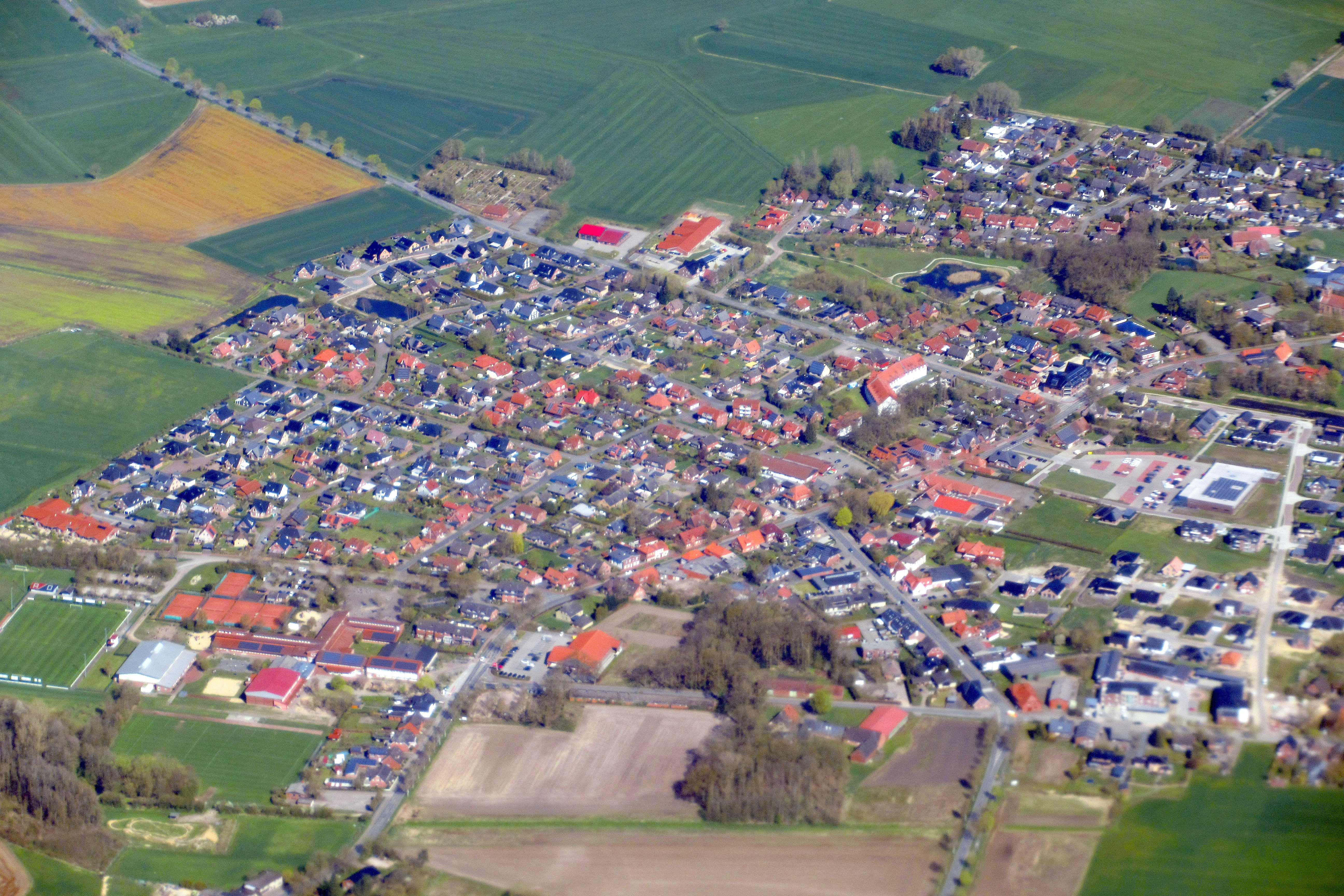
Ahlerstedt aus der Vogelperspektive.

Ahlerstedt (plattdeutsch Ohlers) ist eine Gemeinde im Landkreis Stade in Niedersachsen.

## Geographie

### Geographische Lage
Ahlerstedt liegt in einer waldarmen und leicht hügeligen Landschaft auf der Stader Geest, südwestlich von Hamburg und nordöstlich von Bremen gelegen an der Kreisgrenze zum Landkreis Rotenburg (Wümme) im östlichen Elbe-Weser-Dreieck. Nordöstlich von Ahlerstedt erstreckt sich das Naturschutzgebiet Braken und Harselah. Die Aue entspringt in der Gemeinde am Rande eines Hochmoores zwischen Ahrensmoor und Klethen. Die nächstgelegenen Städte sind Buxtehude, Stade und Zeven. Bremervörde und Rotenburg (Wümme) liegen etwas weiter entfernt.
Ahlerstedt liegt zwischen Hamburg (70 km) und Bremen (77 km). Beide Städte sind über die A1 zu erreichen.

### Nachbargemeinden
| Brest       | Bargstedt                                   | Harsefeld |
| Anderlingen | Kompassrose, die auf Nachbargemeinden zeigt | Sauensiek |
| Heeslingen  | Vierden                                     | Wohnste   |

### Nachbarstädte
| Bremerhaven 69 km | Stade 24 km                                 | Buxtehude 19 km                 |
| Bremervörde 27 km | Kompassrose, die auf Nachbargemeinden zeigt | Buchholz in der Nordheide 47 km |
| Zeven 18 km       | Rotenburg (Wümme) 50 km                     | Tostedt 30 km                   |

### Gemeindegliederung
Zur Gemeinde Ahlerstedt zählen acht Ortsteile:
- Ahlerstedt
- Ahrensmoor (gliedert sich in Ahrensmoor-Nord, -Ost und -West)
- Ahrenswohlde
- Bokel
- Kakerbeck mit Kakerbeck-Doosthof und Bockholt
- Oersdorf mit Kohlenhausen
- Ottendorf mit Klethen
- Wangersen mit Klein Wangersen und Hohenhausen

### Klima
Das Klima in Ahlerstedt ist warm und gemäßigt. In Ahlerstedt fällt selbst während des trockensten Monats überdurchschnittlich viel Niederschlag. Die durchschnittliche jährliche Niederschlagsmenge liegt bei 754 mm. Die Jahresdurchschnittstemperatur liegt bei 8,4 °C. Kältester Monat ist der Januar, wärmster Monat der Juli. Im Februar fällt am wenigsten Niederschlag, im August am meisten.
|                        | Jan  | Feb  | Mär  | Apr  | Mai  | Jun  | Jul  | Aug  | Sep  | Okt  | Nov | Dez  |   |      |
| Mittl. Temperatur (°C) | −0,1 | 0,2  | 3,4  | 7,6  | 11,8 | 15,1 | 16,7 | 16,3 | 13,7 | 9,3  | 4,7 | 1,6  | ⌀ | 8,4  |
| Mittl. Tagesmax. (°C)  | 2,4  | 3,1  | 7,2  | 12,4 | 17,2 | 20,5 | 21,7 | 21,4 | 18,7 | 13,2 | 7,3 | 3,9  | ⌀ | 12,5 |
| Mittl. Tagesmin. (°C)  | −2,6 | −2,7 | −0,4 | 2,8  | 6,5  | 9,7  | 11,7 | 11,3 | 8,8  | 5,5  | 2,1 | −0,6 | ⌀ | 4,4  |
|                        |      |      |      |      |      |      |      |      |      |      |     |      |   |      |
| Niederschlag (mm)      | 60   | 43   | 51   | 48   | 59   | 72   | 79   | 81   | 67   | 60   | 66  | 68   | Σ | 754  |

| −2,6 |

| −2,7 |

| −0,4 |

| 2,8 |

| 6,5 |

| 9,7 |

| 11,7 |

| 11,3 |

| 8,8 |

| 5,5 |

| 2,1 |

| −0,6 |

| −2,6 |

| −2,7 |

| −0,4 |

| 2,8 |

| 6,5 |

| 9,7 |

| 11,7 |

| 11,3 |

| 8,8 |

| 5,5 |

| 2,1 |

| −0,6 |

| N i e d e r s c h l a g | 60  | 43  | 51  | 48  | 59  | 72  | 79  | 81  | 67  | 60  | 66  | 68  |
|                         | Jan | Feb | Mär | Apr | Mai | Jun | Jul | Aug | Sep | Okt | Nov | Dez |

## Geschichte
Frühere Ortsnamen von Ahlerstedt waren in den Jahren 1102 Alerstede, um 1230 Alerstede und 1420 Alerstede. Als Grundwort dieses Ortsnamens ist zweifellos –stedt anzunehmen. Das Bestimmungswort könnte entweder auf das mittelniederdeutsche alre, elre für Erle zurückgehen, was zu einer Grundform Alre-stet(d)ti führen könnte. Deutsch Erle, niederdeutsch auch Eller, mittelhochdeutsch erle, althochdeutsch erila, elira, mittelniederdeutsch elre, aber auch mittelniederdeutsch alre für aller. Möglicherweise liegt auch ein alter Vorname zugrunde, vielleicht Alaher.
Im Mittelalter gehörten Ahlerstedt und die anderen Ortsteile zum Erzstift Bremen und nach dem Dreißigjährigen Krieg ab 1648 zum Herzogtum Bremen-Verden.
In der Franzosenzeit gehörten Ahlerstedt, Ahrenswohle, Bokel und Ahrensmoor bis 1811 zur Mairie Ahlerstedt im Kanton Harsefeld im Königreich Westphalen. Von 1811 bis 1814 gehörten sie und die Orte Wiegersen, Bockhorst, Oersdorf, Klethen, Kohlenhausen, Ottendorf, Kutenholz, Bullenholz und Wedel zur Mairie Ahlerstedt im neu gegründeten Kanton Horneburg. Ab 1823, nach dem Wiener Kongress, waren die Dörfer Teil der Landdrostei Stade im Königreich Hannover.
Vor 1885 gehörten die heutigen Ortsteile allesamt, bis auf Kakerbeck und Oersdorf, zur Börde Ahlerstedt im Amt Harsefeld, nach 1885 zum Kreis Stade und seit 1932 zum heutigen Landkreis Stade.

## Gründung
Von 1964 bis 1972 war Ahlerstedt Hauptort der Samtgemeinde Ahlerstedt, die ab 1971 deckungsgleich mit der jetzigen Gemeinde war.
Am 1. Juli 1972 wurde aus den Gemeinden Ahlerstedt, Ahrensmoor, Ahrenswohlde, Bokel, Kakerbeck, Oersdorf, Ottendorf-Klethen und Wangersen die heutige Gemeinde Ahlerstedt gegründet. Ahlerstedt ist Teil der Samtgemeinde Harsefeld.

## Politik

### Gemeinderat
Der Gemeinderat (inkl. Bürgermeister) hat 17 Mitglieder:
- FWG: 12 Sitze
- CDU: 2 Sitze
- SPD: 2 Sitze
- AfD: 1 Sitz

(Stand: Kommunalwahl am 12. September 2021)

### Bürgermeister
- 1992–1996: Peter Bredehöft (FWG)
- 1996–2001:  Hinrich Steffens (CDU)
- 2001–2006: Peter Bredehöft (FWG)
- seit 2006: Uwe Arndt (FWG)

Bürgermeister ist Uwe Arndt von der Freien Wählergemeinschaft. 

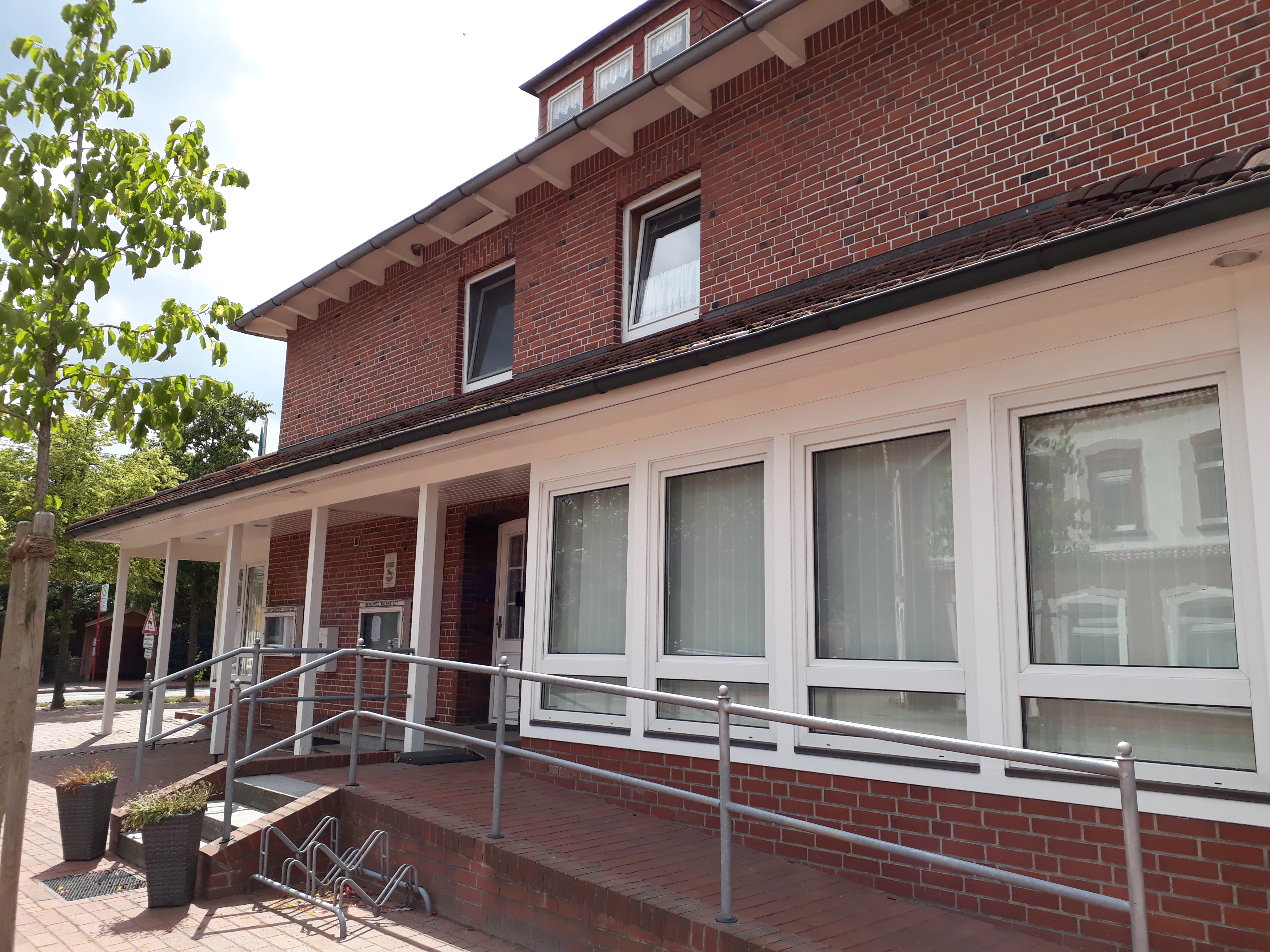
Gemeindeverwaltung

### Gemeindedirektoren
- 1996–2011: Rainer Schlichtmann

### Wappen
Blasonierung: Das Wappen der Gemeinde Ahlerstedt zeigt einen durch einen silbernen Wellenbalken schräg von links unten nach rechts oben geteilten Schild. Im blauen Feld links oben befindet sich ein silbernes vorgeschichtliches Erdhaus und im roten Feld rechts unten ein silberner Erdbackofen, der in seiner Öffnung acht silberne Flammen zeigt.
Bedeutung: Das auf dem Wappen gezeigte frühgeschichtliche Erdhaus wurde in der Gemarkung Kakerbeck und der für die Region typische Erdbackofen in der Gemarkung Ahlerstedt ergraben. Die silbernen Flammen in der Backofenöffnung sollen die acht Ortsteile der Gemeinde symbolisieren.

### Partnerschaften
Es besteht eine Partnerschaft mit der Gemeinde Budzyń in Polen.

## Einwohnerentwicklung
| Datum             | Einwohner |
| ----------------- | --------- |
| 31. Dezember 1977 | 4137      |
| 31. Dezember 1982 | 4269      |
| 31. Dezember 1987 | 4279      |
| 31. Dezember 1992 | 4477      |
| 31. Dezember 1997 | 4731      |
| 31. Dezember 2002 | 4985      |
| 31. Dezember 2007 | 5136      |
| 31. Dezember 2012 | 5104      |

## Einwohner in den einzelnen Ortsteilen
|   | Ortsteil           | Einwohner | Stand |
| - | ------------------ | --------- | ----- |
| 1 | Ahlerstedt         | 1740      | 2011  |
| 2 | Ahrensmoor         | 452       | 2003  |
| 3 | Ahrenswohlde       | 446       | 1999  |
| 4 | Bokel              |           |       |
| 5 | Kakerbeck          |           |       |
|   | Kakerbeck-Doosthof | 80        | ~2017 |
|   | Bockholt           |           |       |
| 6 | Oersdorf           | 302       | 2011  |
| 7 | Ottendorf          | 575       | ~2010 |
|   | Klethen            |           |       |
| 8 | Wangersen          |           |       |
|   | Klein Wangersen    |           |       |
|   | Hohenhausen        |           |       |

## Bauwerke Ortsteil Ahlerstedt

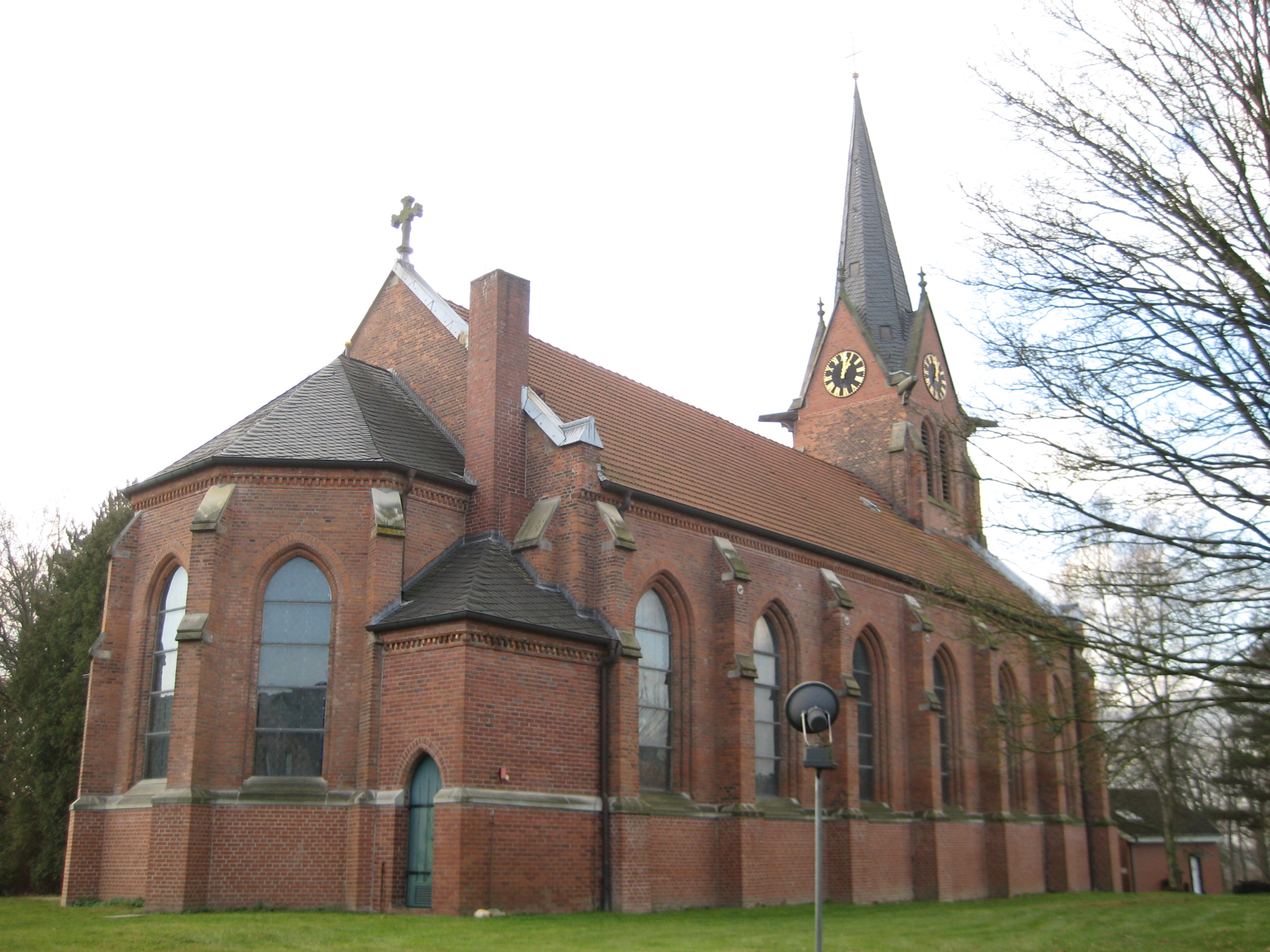
Kirche Ahlerstedt von 1865
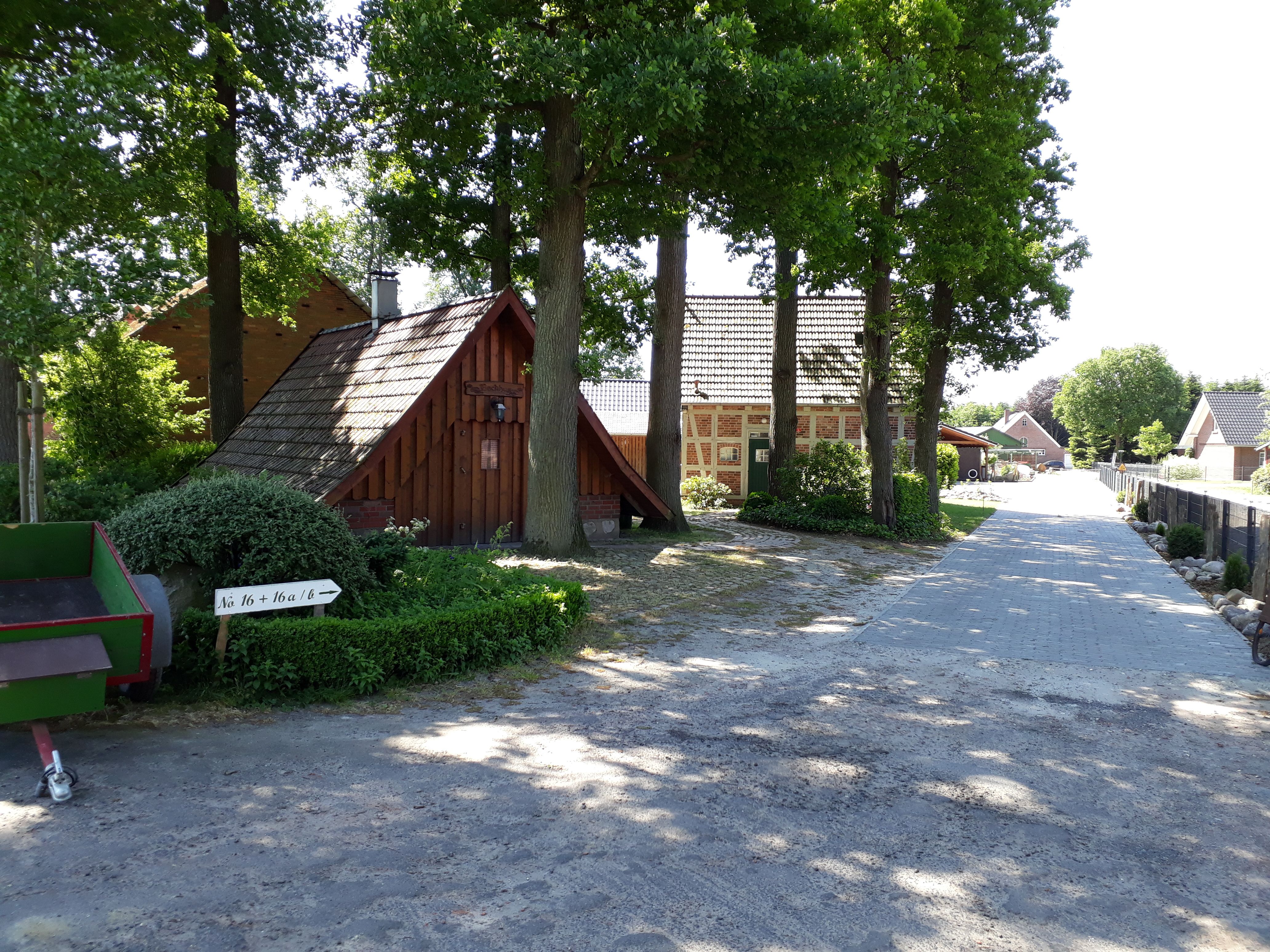
Backhaus

- Die  neugotische Kirche Ahlerstedt mit Chor und Westturm aus Backstein wurde 1863 bis 1865 nach Plänen des jüdischen Architekten Edwin Oppler errichtet. Sie ist Opplers einziger nichtjüdischer Sakralbau.
- Backhaus des Dorferneuerungsvereins

## Bauwerke Ortsteil Ottendorf
- Via Romea (Napoleonsweg) mit Gedenksteinen

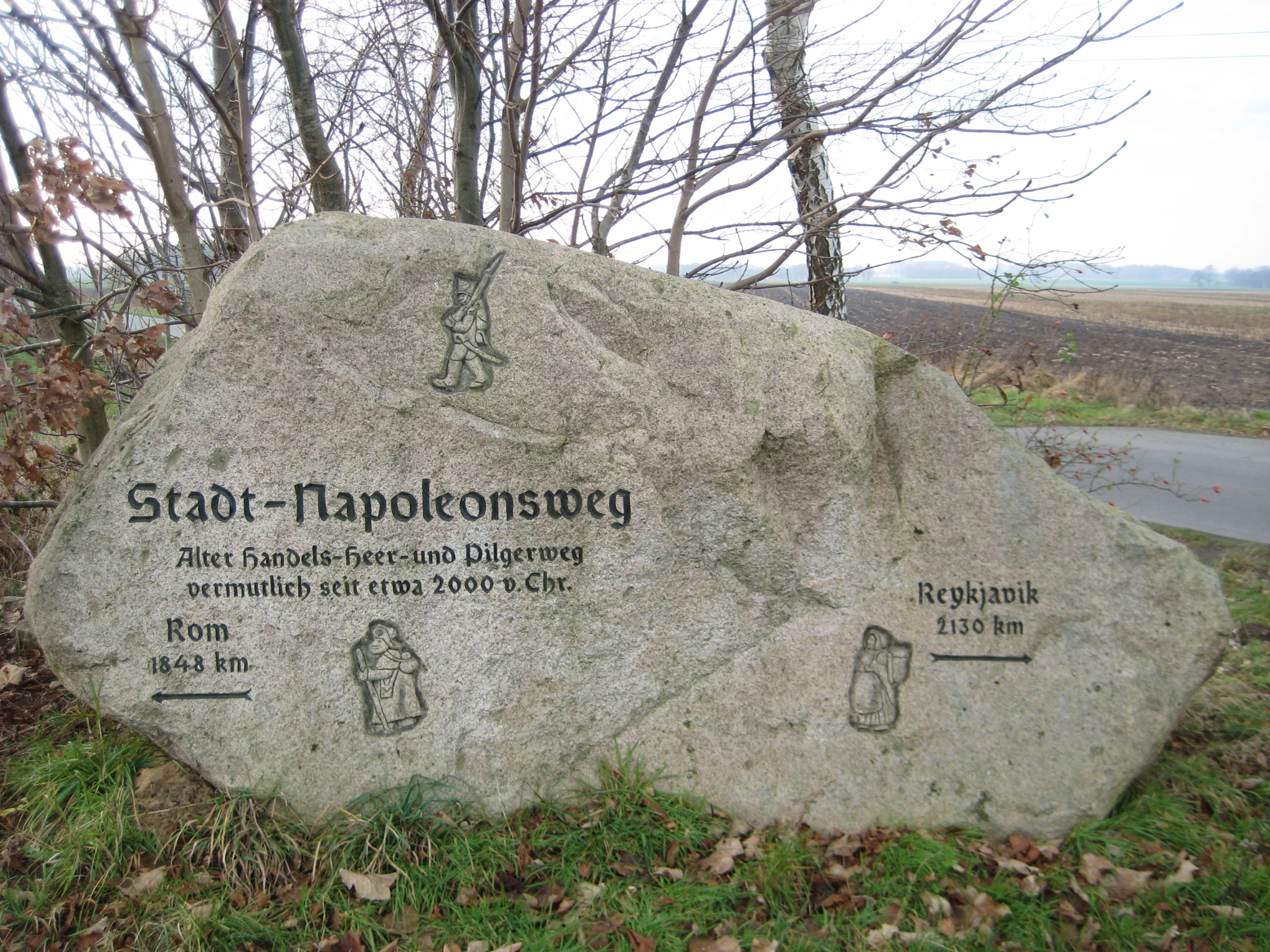
Napoleonstein im Ortsteil Ottendorf
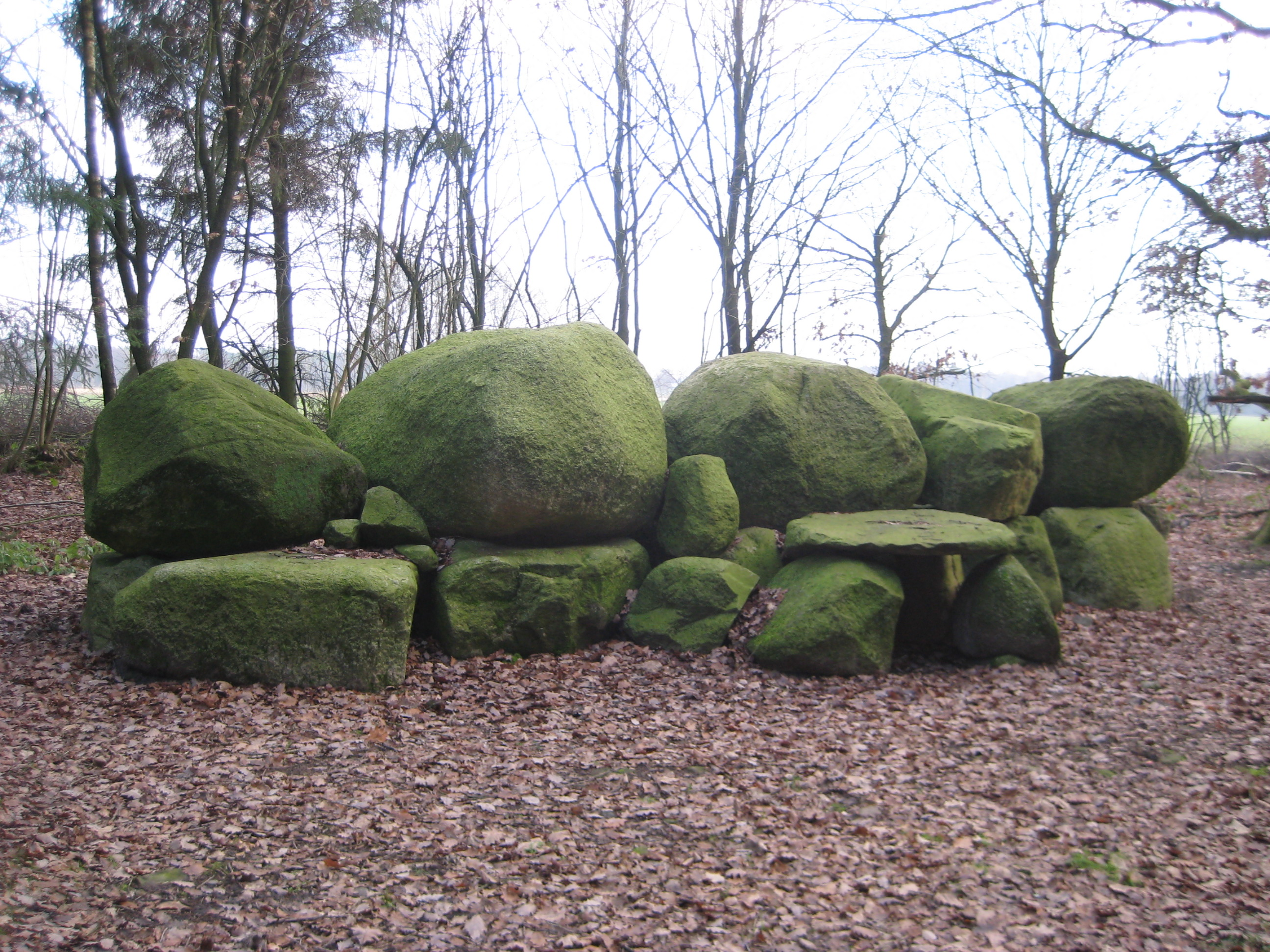
Rekonstruiertes Megalithgrab im Ortsteil Ottendorf, neben dem Gedenkstein für Willi Wegewitz

## Wirtschaft und Infrastruktur

### Verkehr
Durch die Gemeinde Ahlerstedt führt die Landesstraße 124, über die man Stade, Harsefeld und Zeven sowie die Bundesstraßen 71 und 73 erreicht.
In der Gemeinde Ahlerstedt verkehren vier Omnibuslinien, die alle von der KVG Stade betrieben werden und dem Hamburger Verkehrsverbund angeschlossen sind:
Die nächsten Bahnhöfe befinden sich in Harsefeld, Bargstedt, Aspe und Kutenholz (Bahnlinie Bremerhaven-Buxtehude). Anschluss nach Hamburg besteht in Buxtehude.
Der nächste Autobahnanschluss befindet sich im nahen Sittensen an die Bundesautobahn 1 (Hamburg-Bremen).

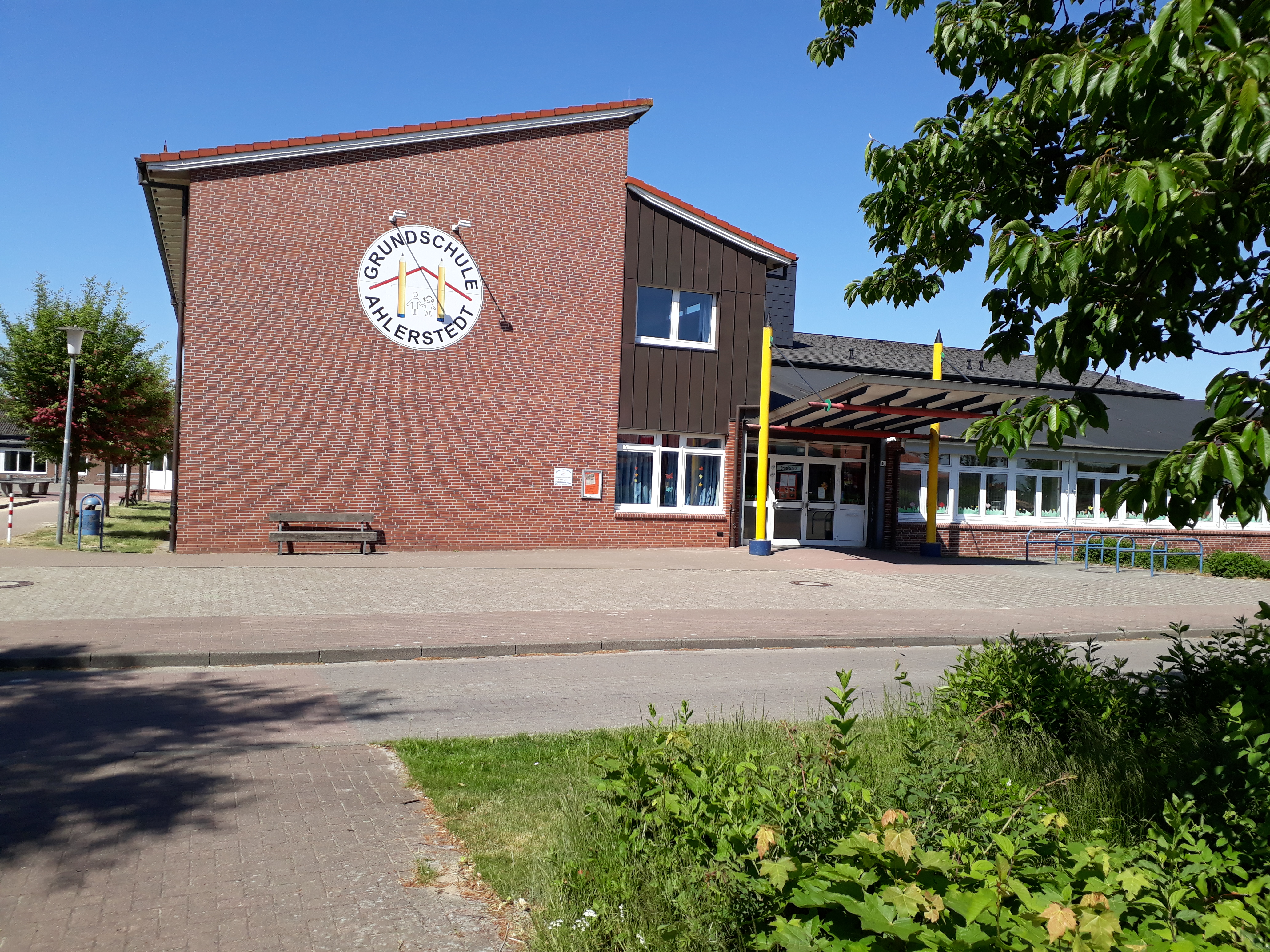
Schulzentrum

### Bildung
- Grundschule Ahlerstedt[8]
- Schule am Auetal (Oberschule)[9]

### Unternehmen
Die Kreissparkasse Stade und die Volksbank Ahlerstedt haben in Ahlerstedt jeweils eine Filiale.
Es gibt zwei Gewerbegebiete: Kleine Kamp und Klethener Weg.

### Kirchen
Ahlerstedt ist evangelisch-lutherisch geprägt und gehört zum Kirchspiel der Kirche Ahlerstedt, nur Oersdorf und Kakerbeck gehören zum Kirchspiel der Kirche Bargstedt. 
Zwei neuapostolische Kirchen sind in Wangersen und Kakerbeck-Doosthof.
Die katholische Kirche St. Michael in Harsefeld ist seit 2010 in der Kirchengemeinde Mariä Himmelfahrt in Buxtehude.

### Sport
Der Fußballverein SV Ahlerstedt/Ottendorf spielte bei den Herren in der Saison 2022/23 in der fünfklassigen Oberliga Niedersachsen und aktuell in der sechsklassigen Landesliga Lüneburg, bei den Damen in der Oberliga Niedersachsen West. Die Heimspiele werden im Stadion am Auetal (1500 Plätze) in Ahlerstedt ausgetragen.

## Söhne und Töchter der Gemeinde
- Heinrich Behnken (1880–1960), Lehrer und Autor
- Willi Wegewitz (1898–1996), Archäologe und Heimatforscher
- Peter Tobaben (1905–1972), Politiker (DP, später CDU)
- Dorothea Rummelies (* 1924 † 2018), Lehrerin und Autorin
- Heinrich Kröger (1932–2025), Pastor und Autor
- Elke Lütjen-Drecoll (* 1944), Anatomin und Hochschullehrerin
- Lydia Fischer (* 1949), Politikerin (CDU)
- Birgit Lemmermann (* 1962), Gymnasiallehrerin, Autorin (plattdeutsch) und Übersetzerin

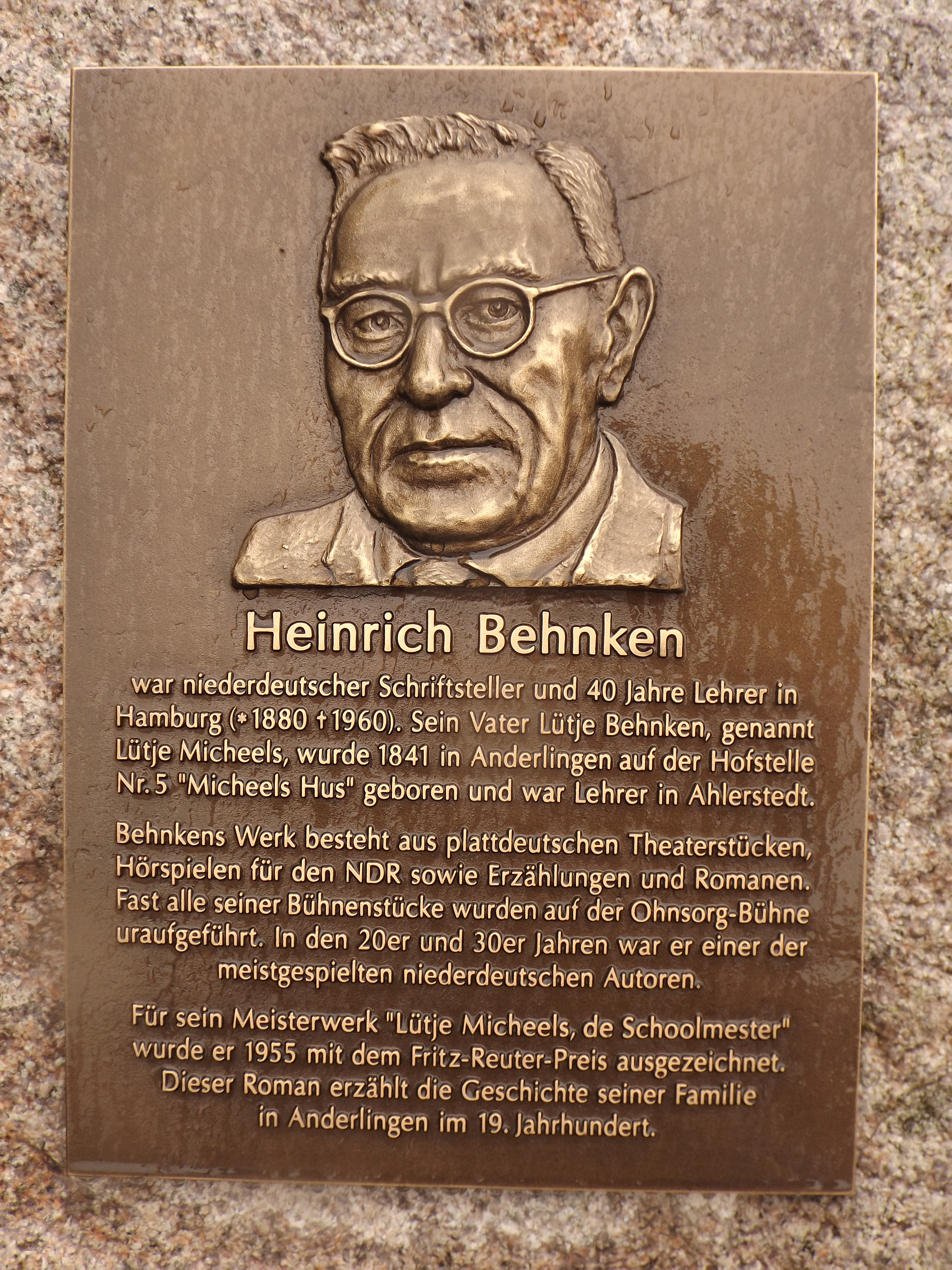
Plakette auf dem Gedenkstein für Heinrich Behnken
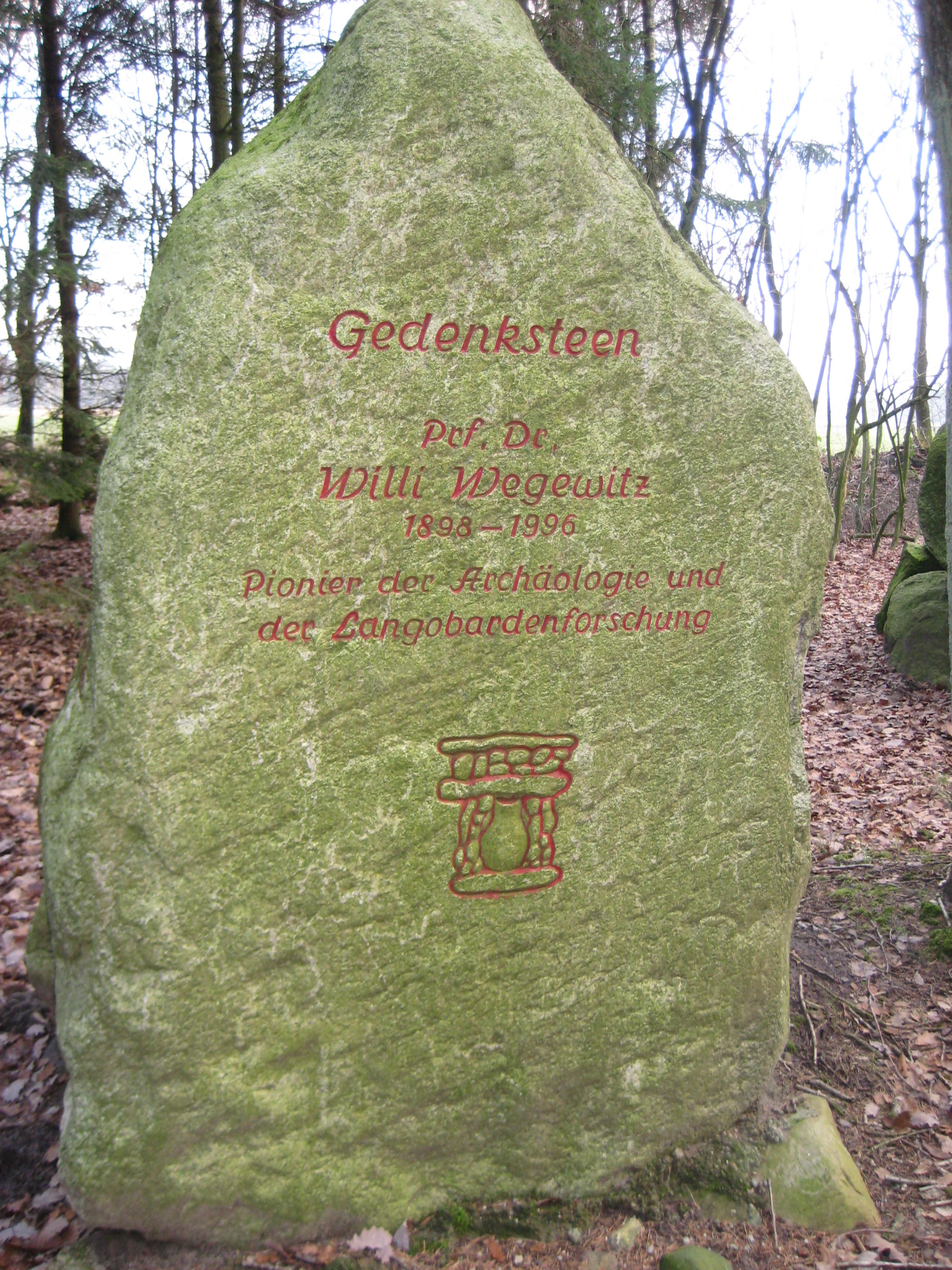
Gedenkstein für Willi Wegewitz